# Siège de Lérida (1647)
Pour les articles homonymes, voir Siège de Lérida.
Guerre de Trente Ans
Batailles
Le siège de Lérida (1647) est un échec pour les Français (attaquants) face aux Espagnols (défenseurs). Ce siège débute le 12 mai 1647 sous les ordres du Grand Condé « avec de mauvaises troupes mal payées », comme nous l'indique Voltaire dans Le siècle de Louis XIV. Le siège français est levé le 17 juin.

## Contexte
La mort de l'amiral de Brézé, beau-frère du duc d'Enghien, fait naître chez celui-ci de nouvelles ambitions, revendiquant comme un héritage de famille les charges de Brézé. Ce serait donner trop de pouvoirs à un seul homme; la reine-mère et les ministres ne peuvent s'y résoudre. Les Condé crient qu'on leur enlève leur patrimoine, et Enghien demande en manière de dédommagement une armée pour conquérir la Franche-Comté, dont on le ferait prince souverain. La proposition n'est pas de nature à calmer les inquiétudes de la reine et de Mazarin. 
On peut penser que le cardinal était fort soucieux d'occuper le prince de Condé au dehors, et ne fut pas fâché d'avoir à faire encore contre l'Espagne, une ou deux campagnes. Il représenta au prince que l'échec de Lérida de l'année précédente compromettait la possession de la Catalogne, et que là où le vainqueur de Turin : d'Harcourt avait échoué, le conquérant de Dunkerque pouvait seul réussir. Il fit accepter à Condé la vice-royauté de Catalogne, en lui promettant tous les moyens d'exécution disponibles.

## Le siège
Condé arrive à Barcelone au mois d'avril, relevant par sa présence et par sa renommée le courage abattu des Catalans. Il marche droit sur Lérida, et l'investit le 12 mai. Le siège commence heureusement, bien que les forces dont dispose le prince soient peu considérables. On retrouve presque intactes les lignes de circonvallation que le comte d'Harcourt a été obligé d'abandonner six mois avant, et que les Espagnols ont négligé de détruire.
Harcourt n'avait pas réussi à réduire la place par la famine, Condé résout de l'emporter de vive force. Dans la nuit du 27 au 28 mai, il fait ouvrir la tranchée, au son des violons. À cette bravade, empruntée dit-on aux coutumes espagnoles, le gouverneur de Lérida répond par une furieuse sortie qui n'est repoussée qu'après deux heures de combat.
La tranchée, entamée si gaiement, fut arrosée de bien du sang et de sueur. Les travailleurs sont bientôt arrêtés par le roc vif, sur lequel la citadelle est construite. Chaque pouce de terrain gagné est disputé avec héroïsme par le gouverneur don Gregorio Brito qui avait déjà l'année précédente, si opiniâtrement, défendu la ville contre Harcourt. Après chaque engagement, le courtois Espagnol envoie au prince français des glaces et de la limonade pour le rafraîchir.
Les pertes se multiplient dans l'armée assiégeante : l'élite des officiers et des soldats périt sous le feu de l'ennemi. Les mineurs contraints de travailler à découvert se font tuer les uns après les autres. Les vivres commencent à manquer, et les troupes, surtout les Catalans, se démoralisent. Plus de 3 000 hommes désertent ou passent à l'ennemi. Pendant ce temps, l'armée espagnole grossit à Fraga et s'apprête à secourir Lérida. Un désastre est imminent si l'on continue à s'obstiner.
Condé a le bon sens de juger sa position, et le courage de se résigner à la nécessité. Il lève le siège le 17 juin. C'est son premier échec personnel, mais Lérida est décidément l'écueil des généraux français : La Motte, Harcourt et Condé, ont successivement échoué.

## Source
Histoire de France depuis les temps les plus reculés jusqu'en 1789, Henri Martin, 1859